# 廊ノ坊重盛
廊ノ坊 重盛（くるわのぼう しげもり、または汐崎重盛）は、那智山の有力社家・潮崎氏の親族。江戸時代は潮崎、汐崎、米良の3家が那智三坊と呼ばれた。
潮崎氏は鎌倉時代に記録が残る現在の串本町周辺を本拠地にした熊野地方で最古級の有力豪族。室町時代には太地(和田)氏と共に瀬戸内海の海賊討伐を行い、足利幕府から太地氏とともに礼状を受けた。

## 略歴
廊ノ坊は戦国時代当時は潮崎と名乗っていたが、関ヶ原の戦いの後に家が復興し、新たに親族が、合戦に加わらずに存続していた親類の潮崎氏と分けるため汐崎と名乗る。同時代、新宮（現・和歌山県新宮市）の戦国大名堀内氏と対立。廊ノ坊の勝山城（那智勝浦町浜の宮）で合戦となり、三ヶ月の籠城戦の末、負けて撃たれる。なお、廊ノ坊が撃たれた数日後の夜、浜の宮に「大きな光り物あらわる」住民は廊ノ坊の魂かと思ったという記録があり、これがゲームで描かれた不思議な力のもとになったと見られる。
米良家に養子を入れて潮崎氏を追い落とし那智山の支配を図った堀内氏は関ヶ原の戦いで徳川氏に敵対する西軍についたため合戦後は領地没収となる。対する廊ノ坊家は廊ノ坊の子どもたちが当主となり、新たに汐崎を名乗り再興される。
再興する際には有力大名の藤堂高虎の口添えがあったと伝わる。廊ノ坊の子どもたちは廊ノ坊の妻の実家である色川の色川家（清水家）にかくまわれていた。色川は山岳地帯で堀内氏も攻め抜くことができなかった｡このため、豊臣秀吉の時代、色川氏は熊野の戦国大名となった堀内氏にはつかず、秀吉の弟で大和と紀伊を支配した秀長の家来だった藤堂高虎についた。色川氏は高虎とともに朝鮮に出兵している。高虎の助力はこの縁とされ、色川氏の美談として伝わる。
那智山の第一の位の高い家は潮崎氏が当主をつとめた尊勝院で現在は建物が宿坊として存続している。一方で汐崎氏は龍寿院とも呼ばれた。